# اچ‌ام‌اس تریومف (اس۹۳)
اچ‌ام‌اس تریومف (اس۹۳) (به انگلیسی: HMS Triumph (S93)) یک زیردریایی بود که طول آن ۸۵٫۴ متر (۲۸۰ فوت) بود. این زیردریایی در سال ۱۹۹۱ ساخته شد.